# Stepán Shaumián
Stepán Georgevich Shaumián (em russo:  Степан Георгиевич Шаумян; em armênio/arménio:  Ստեփան Շահումյան, Step’an Shahumyan; 1 de outubro de 1878 – 20 de setembro de 1918) foi um revolucionário e político bolchevique ativo em todo o Cáucaso. Era da etnia armênia e seu papel como líder da Revolução Russa em sua região lhe valeu o apelido de "Lenin do Cáucaso", uma referência ao líder da bolchevique Vladimir Lenin.
Fundador e editor de vários jornais e revistas, é mais conhecido como chefe da Comuna de Baku, um comitê de vida curta nomeado por Lenin em março de 1918 com a tarefa de liderar a revolução no Cáucaso e na Ásia Ocidental. Seu mandato como líder da organização foi marcado por numerosos problemas, incluindo a violência étnica entre as populações armênia e azeris de Baku, tentando defender a cidade contra o avanço do exército turco e ao mesmo tempo espalhar a causa da revolução por toda a região. Ao contrário de muitos outros bolcheviques da época, preferia resolver muitos dos conflitos que enfrentava pacificamente, em vez de com força e terror.
Era conhecido por vários apelidos, incluindo "Suren", "Surenin" e "Ayaks". Quando a comuna de Baku foi eliminada do poder em julho de 1918, ele e seus seguidores, conhecidos como os 26 comissários de Baku abandonaram a cidade, fugindo pelo mar Cáspio. Ele e o resto dos comissários foram capturados e executados pelas forças anti-bolcheviques em 20 de setembro de 1918.[carece de fontes?]

## Início de vida

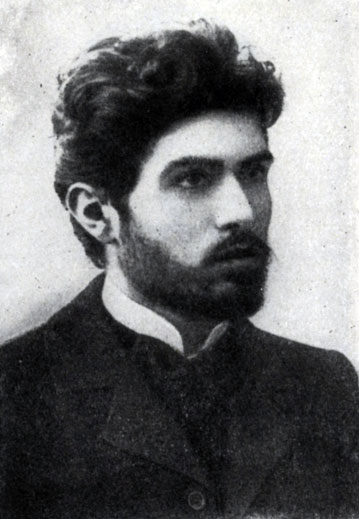
Shaumián em sua juventude

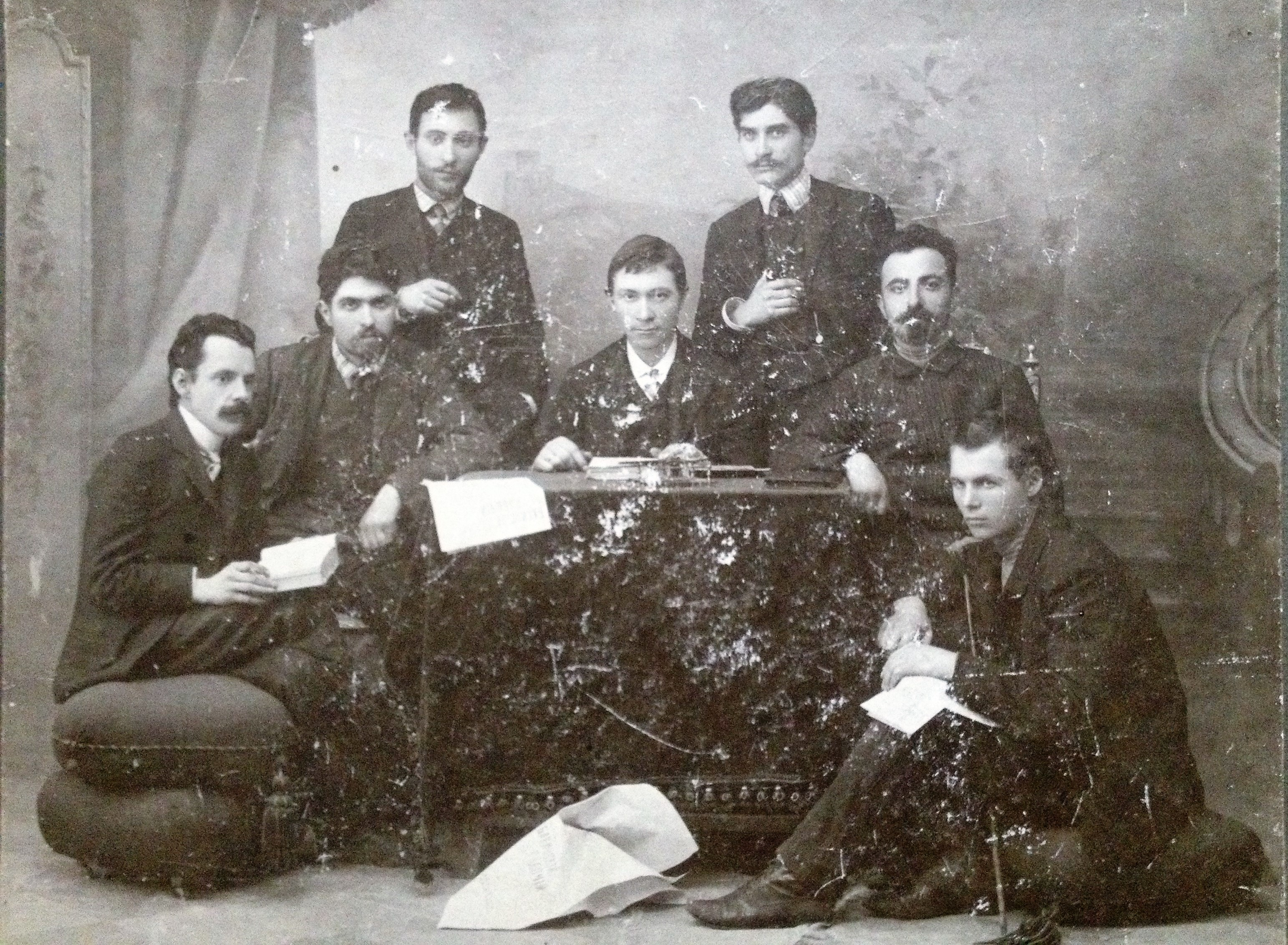
Shaumián, o segundo à esquerda, e Dzhaparidze, primeiro à direita, em 1908

Shaumián nasceu em Tíflis, Geórgia, então parte do Império Russo, em uma família de comerciantes de tecidos. Estudou na Universidade Politécnica de São Petersburgo e na Universidade Técnica de Riga, onde ingressou no Partido Social Democrata da Rússia em 1900. Em 1905, formou-se no departamento de filosofia da Universidade Humboldt de Berlim.

## Começo revolucionário
Foi preso pelo governo czarista por participar de atividades políticas estudantis no campus e exilado de volta à Transcaucásia. Foi para solo alemão, onde encontrou-se com exilados do Império Alemão como Lenin, Julius Martov e Gueorgui Plekhanov. Ao retornar à Transcaucásia, tornou-se professor e líder dos sociais-democratas locais em Tíflis, além de prolífico escritor de literatura marxista. No II Congresso do Partido Operário Social-Democrata Russo de 1903, ficou do lado dos bolcheviques. Em 1907, mudou-se para Baku para liderar o significativo movimento bolchevique na cidade. Em 1914, liderou uma greve geral na cidade. A greve foi esmagada pelo Exército Imperial e Shaumián foi detido e enviado para a prisão. Escapou no começo da Revolução de Fevereiro de 1917.[carece de fontes?]

## A Comunidade de Baku

### Primeiros problemas
Após a Revolução de Outubro (que estava centrada em São Petersburgo/Petrogrado e Moscou e, portanto, teve pouco efeito em Baku), foi nomeado Comissário Extraordinário para o Cáucaso e Presidente do Conselho do Comissariado do Povo na cidade. O governo da Comuna de Baku consistia em uma aliança de bolcheviques, Socialistas Revolucionários de Esquerda, mencheviques e dashnaks.
Em março de 1918, os líderes da Comuna de Baku desarmaram um grupo de soldados do Azerbaijão, que chegou na cidade vindos de Lenquerã num navio chamado Evelina para assistir ao funeral de Mamed Taghiyev, filho do milionário Zeynalabdin Taghiyev. Em resposta, uma enorme multidão reuniu-se no quintal de uma das mesquitas de Baku e adotou uma resolução exigindo a liberação dos rifles confiscados pelos sovietes pela tripulação do navio. A organização bolchevique azerbaijana Hümmet tentou mediar a disputa propondo que as armas retiradas da Divisão Selvagem fossem transferidas para sua custódia. Shaumián concordou com esta proposta. Mas na tarde de 31 de março, quando representantes muçulmanos apareceram diante da liderança soviética de Baku para pegar as armas, foram ouvidos tiros na cidade e o comissário soviético Prokofy Dzhaparidze recusou-se a fornecer armas e informou a liderança dos Hümmet que o "Musavat havia iniciado uma guerra política." Embora não tenha sido estabelecido quem disparou o primeiro tiro, os líderes da Comuna de Baku acusaram os muçulmanos de iniciar as hostilidades e, com o apoio das forças dashnak, atacaram os alojamentos muçulmanos. Mais tarde, Shaumián admitiu que os bolcheviques deliberadamente usaram um pretexto para atacar seus oponentes políticos:
Precisávamos dar uma rejeição, e aproveitamos a oportunidade da primeira tentativa de um ataque armado à nossa unidade de cavalaria e começamos um ataque em toda a frente. Devido aos esforços do comitê soviético e militar-revolucionário locais do exército do Cáucaso, que se mudou para cá (de Tiblíssi a Sarecamixe), já tínhamos forças armadas – cerca de 6 mil homens. O Dashnaktsutiun também tinha entre 3 mil e 4 mil forças nacionais, que estavam à nossa disposição. A participação destes últimos emprestou à guerra civil, até certo ponto, o caráter de um massacre étnico; no entanto, era impossível evitar isso. Nós estávamos indo para isso deliberadamente. Os pobres muçulmanos sofreram gravemente, mas agora estão se unindo aos bolcheviques e aos soviéticos.
Na manhã de 1 de abril de 1918, o Comitê de Defesa Revolucionária do Soviete de Baku emitiu um folheto com a mensagem:
Em vista do fato de que o partido contrarrevolucionário Musavat declarou guerra aos Sovietes de Deputados Operários e Soldados e Marinheiros na cidade de Baku e ameaçou a existência do governo da democracia revolucionária; Baku está declarada em estado de sítio.

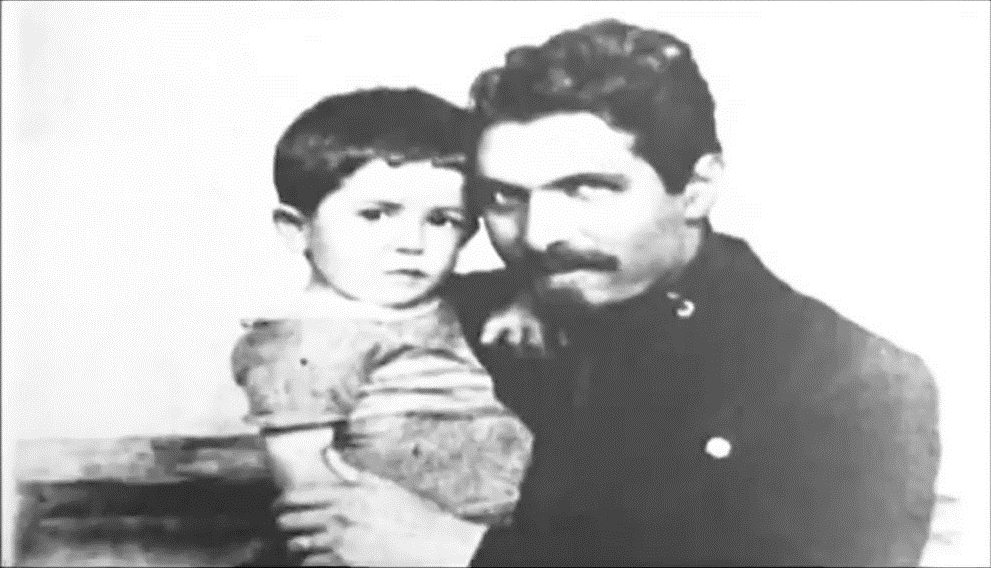
Junto de seu filho Lev Shaumian

Os bolcheviques tinham apenas cerca de 6 mil soldados leais e foram forçados a procurar apoio tanto do muçulmano Musavat quanto do armênio Dashnaktsutyun. O próprio Shaumián, um armênio, escolheu o último. Considerou os eventos de março um triunfo do poder soviético no Cáucaso.
Segundo Firuz Kazemzadeh, o soviete da cidade provocou os eventos de março para eliminar seu rival mais formidável: o Musavat. No entanto, quando os líderes soviéticos procuraram a Federação Revolucionária Armênia em busca de assistência contra os nacionalistas do Azerbaijão, o conflito degenerou em um massacre com os armênios matando os muçulmanos, independentemente de suas filiações políticas ou posição social e econômica. As estimativas do número de azeris e outros muçulmanos massacrados em Baku e regiões vizinhas variam entre 3 mil e 12 mil.
O Comitê de Defesa Revolucionária emitiu outra proclamação no início de abril de 1918, que insistia em um caráter antissoviético da rebelião e culpava o Musavat e sua liderança pelos eventos. A declaração dos soviéticos afirmou que o Musavat planejava cuidadosamente derrubar o soviete de Baku e estabelecer seu próprio regime:
Os inimigos do poder soviético na cidade de Baku levantaram a cabeça. A malícia e o ódio com que viam o órgão revolucionário dos trabalhadores e soldados começaram recentemente a transbordar em atividades contrarrevolucionárias abertas. A aparição do pessoal da Divisão Selvagem, liderada por Talyshkhanov desmascarado, os eventos em Lenkoran, em Mugan e em Shemakha, a captura de Petrovsk pelo regimento do Daguestão e a retenção de remessas de grãos de Baku, as ameaças de Elisavetpol, e nos últimos dias de Tíflis, para marchar em Baku, contra o poder soviético, os movimentos agressivos do trem blindado do Comissariado Transcaucásia em Adzhikabul e, finalmente, o comportamento ultrajante da Divisão Selvagem no navio a vapor Evelina ao atirar em camaradas – tudo isso fala dos planos criminais dos contrarrevolucionários agrupados principalmente em torno do partido Bek Musavat e que tinham como objetivo a derrubada do poder soviético.

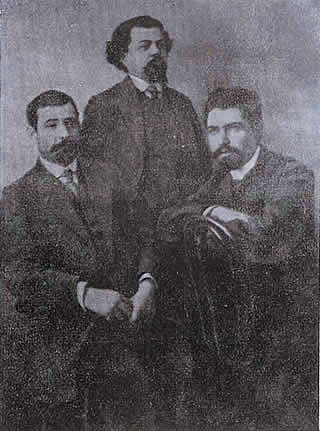
Shaumián à direita

Menos de seis meses depois, em setembro, o Exército do Islã liderado pelos otomanos de Nuri Killigil, apoiado pelas forças azeris locais, recapturou Baku e posteriormente matou cerca de 10 a 20 mil armênios étnicos.
Os bolcheviques entraram em conflito com o dashnaks e os mencheviques pelo envolvimento das forças britânicas, a que os dois últimos deram boas-vindas. Em ambos os casos, Shaumián estava sob ordens diretas de Moscou para recusar a ajuda oferecida pelos britânicos. No entanto, entendeu as consequências de não aceitar a ajuda britânica, incluindo um massacre adicional de armênios pelos turcos. O major Ranald MacDonell, diplomata experiente e vice-cônsul britânico na cidade, foi encarregado por seus superiores de convencer Shaumián a reconsiderar o apoio britânico.

### Conspirações

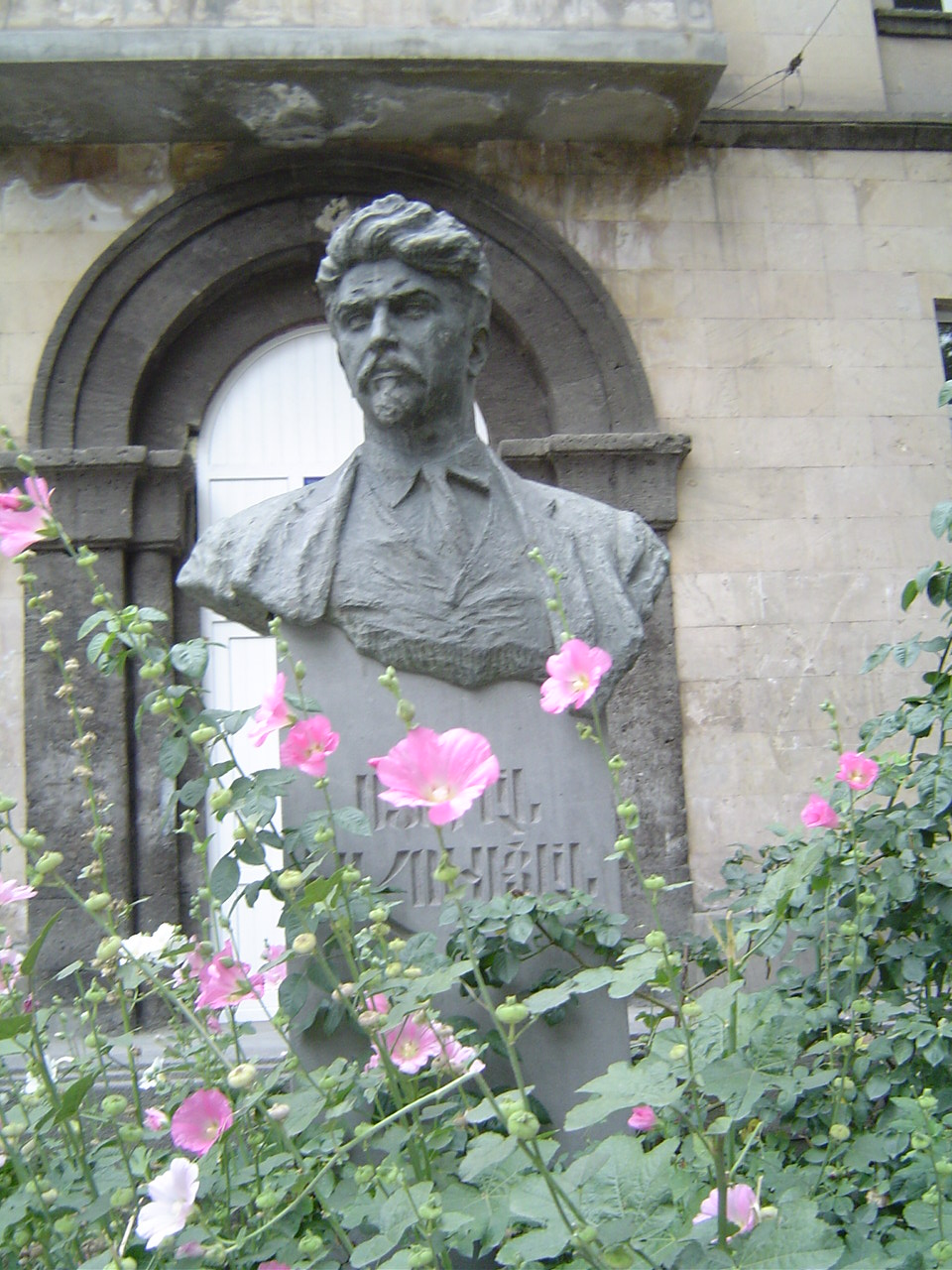
Busto de Stepán Shaumián em frente à Escola Stepan Shahumyan nº 1 em Erevã, Armênia

Durante o verão, MacDonell visitou pessoalmente a casa de Shaumián em Baku e os dois discutiram a questão do envolvimento militar britânico em uma conversa geralmente amigável. Shaumián primeiro levantou o espectro do que o envolvimento britânico implicaria: "Seu general Dunsterville [chefe da força militar aguardando ordens para entrar em Baku] está vindo para Baku para nos expulsar?" MacDonell assegurou-lhe que Dunsterville, por ser militar, não reivindicava nenhuma participação política no conflito, mas estava apenas interessado em ajudá-lo a defender a cidade. Não convencido, o político russo respondeu: "E você realmente acredita que um general britânico e um comissário bolchevique seriam bons parceiros... Não! Organizaremos nossa própria força para lutar contra os turcos."
Shaumián tinha a impressão de que os bolcheviques logo enviariam reforços do mar Cáspio para ajudá-lo, embora essa perspectiva fosse altamente improvável. Ele havia enviado vários telegramas a Moscou exaltando as habilidades de combate de suas unidades armênias, mas advertiu que elas também logo seriam incapazes de deter o avanço do exército de Enver. Com isso, a conversa de ambos terminou com a possibilidade de aceitar a ajuda britânica em troca do controle bolchevique completo sobre a força militar, termos que os britânicos não puderam aceitar imediatamente.
As relações entre a Comuna de Baku e os britânicos logo chegaram a um ponto de inflexão quando a Grã-Bretanha decidiu reverter seu apoio aos bolcheviques. A intransigência de Shaumián custou-lhe o apoio, MacDonell foi informado por um oficial britânico: "a nova política dos governos britânico e francês era apoiar as forças antibolcheviques.... Pouco importava se fossem czaristas ou social-revolucionários."
Nos dias anteriores, várias pessoas visitaram o diplomata, implorando pela retirada do apoio britânico a Shaumián. Muitos alegaram ser ex-oficiais czaristas oferecendo seus serviços para se rebelar contra os bolcheviques, embora o diplomata supostamente suspeitasse que fossem agentes trabalhando em nome dos bolcheviques.

### Expulsão
Em 26 de julho de 1918, os bolcheviques foram derrotados na votação de 259-236 no Soviete de Baku. O apoio de Shaumián diminuiu e muitos de seus principais apoiadores o abandonaram. Irritado com o resultado da votação, anunciou que seu partido se retiraria do Soviete e da próprio Baku: "Com dor no coração e maldições nos lábios, nós, que viemos aqui para morrer pelo regime soviético, somos forçados a partir."
Foi formado um novo governo chefiado principalmente por russos, conhecido como Ditadura Centrocaspiana (Diktatura Tsentrokaspiya), quando as forças britânicas sob o comando do general Lionel Dunsterville ocuparam a cidade no mesmo dia.[carece de fontes?]

## Prisão e morte

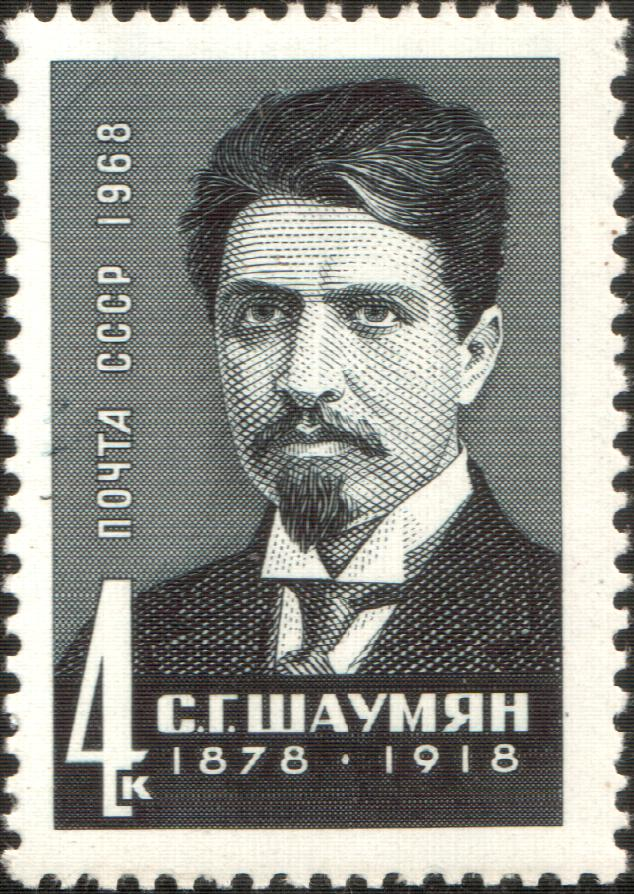
Um selo postal da URSS em homenagem a Stepán Shaumián de 1968

Em 31 de julho de 1918, os 26 Comissários de Baku tentaram a evacuação das tropas armadas bolcheviques navegando pelo Mar Cáspio até Astracã, mas os navios foram capturados em 16 de agosto pelos navios militares da Ditadura Centrocaspiana. Os comissários foram presos e encarcerados em Baku. Em 28 de agosto, Shaumián e seus camaradas foram eleitos em ausência para o Soviete de Baku. Em 14 de setembro, em meio à confusão quando Baku caiu sob as forças turcas, ele e seus colegas comissários escaparam ou foram libertados. Na versão mais aceita dos eventos, um grupo de bolcheviques liderado por Anastas Mikoyan invadiu a prisão e o libertou. Ele e os outros comissários embarcaram em um navio para Krasnovodsk, onde, ao chegar, foi prontamente preso por elementos antibolcheviques liderados pelo comandante Kuhn. Kuhn então solicitou novas ordens da "Comissão de Asgabate", liderada pelo Socialista Revolucionário Fyodor Funtikov, sobre o que deveria ser feito com eles.[carece de fontes?]
Três dias depois, o major-general britânico Wilfrid Malleson, ao saber de sua prisão, contatou o oficial de ligação da Grã-Bretanha em Asgabate, capitão Reginald Teague-Jones, sugerindo que os comissários fossem entregues às forças britânicas em Mexede para serem usados como reféns em troca de cidadãos britânicos mantidos pelos soviéticos. Nesse mesmo dia, Teague-Jones compareceu à reunião do Comitê em Asgabate, que teve a tarefa de decidir o destino dos comissários. Por alguma razão, o general britânico não comunicou o pedido de Malleson ao Comitê, e mais tarde alegou que ele saiu antes de uma decisão ser tomada e não descobriu até o dia seguinte que o comitê finalmente decidiu dar ordens para que os comissários fossem executados. Na noite de 20 de setembro, Shaumián e os outros foram executados por um pelotão de fuzilamento em um local remoto entre as estações de Pereval e Akhcha-Kuyma na Ferrovia Transcaspiana.
Em 1956, o The Observer publicou uma carta escrita por um oficial do estado-maior britânico que relatava uma conversa que tivera com Malleson, na época acometido de malária, sobre o que deveria ser feito aos comissários. Malleson respondeu que, uma vez que o assunto não envolvia os britânicos, eles não deveriam se preocupar com a questão. O telegrama enviado dizia às autoridades que detinham os comissários que se livrassem deles "como quisessem". No entanto, Malleson expressou seu horror quando soube do destino final que se abateu sobre os comissários.

## Reenterro
Em janeiro de 2009, a demolição do memorial comemorativo aos 26 Comissários de Baku começou e logo foi concluída pelas autoridades da cidade. Isso irritou a Armênia, já que o público armênio acreditava que o novo sepultamento é motivado pela relutância dos azeris em enterrar os armênios étnicos no centro de sua capital, devido à Guerra do Alto Carabaque.
Um escândalo surgiu quando a imprensa do Azerbaijão informou que apenas 21 corpos foram encontrados enterrados no parque, enquanto "Shaumián e outros quatro comissários armênios conseguiram escapar de seus assassinos". Foi negado por sua neta, Tatiana, agora morando em Moscou, que disse ao jornal russo Kommersant que era um absurdo:

É impossível acreditar que não foram todos enterrados. Há um filme nos arquivos de 26 corpos sendo enterrados. Além disso, minha avó esteve presente no reenterro.

## Legado

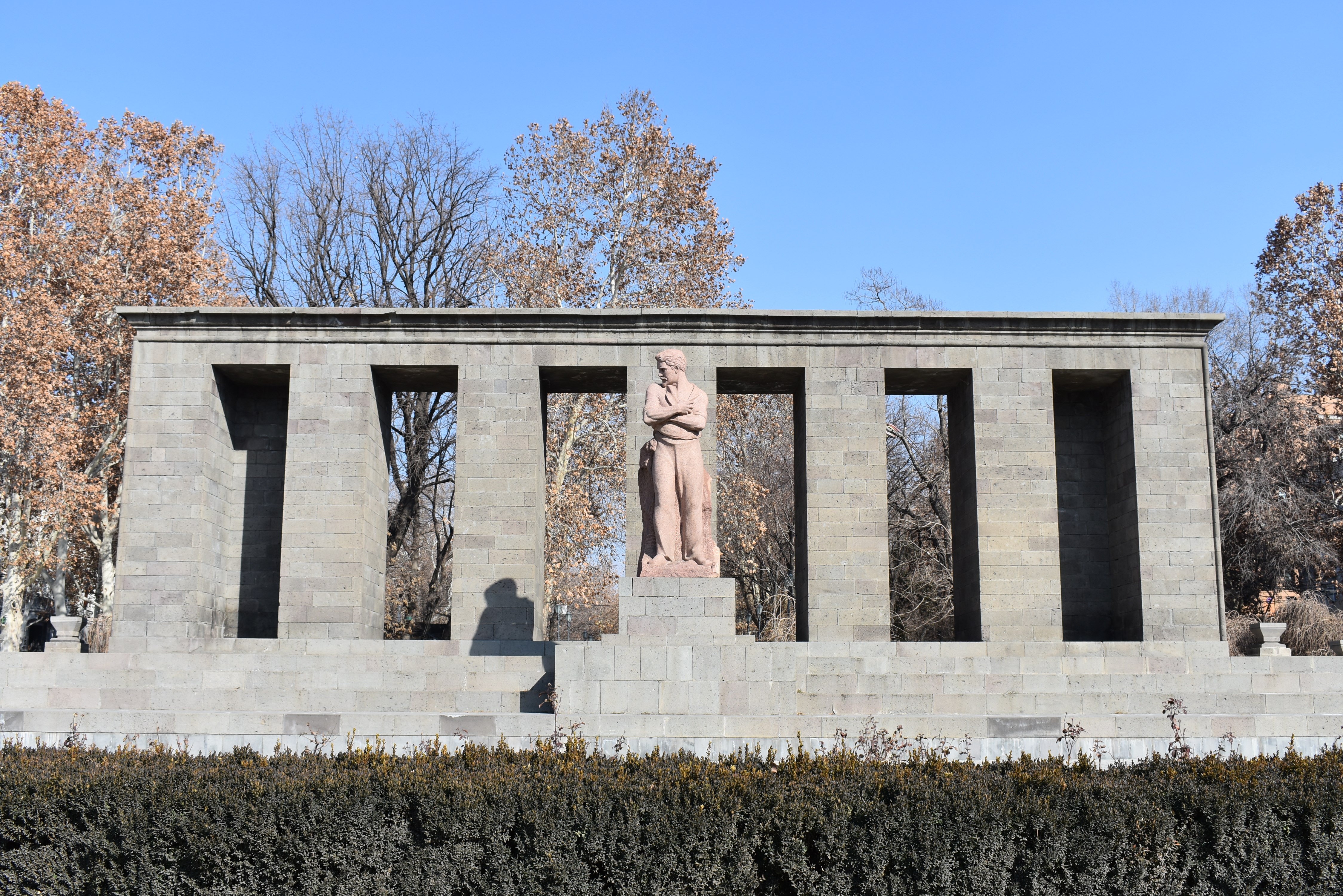
Estatua em Erevã

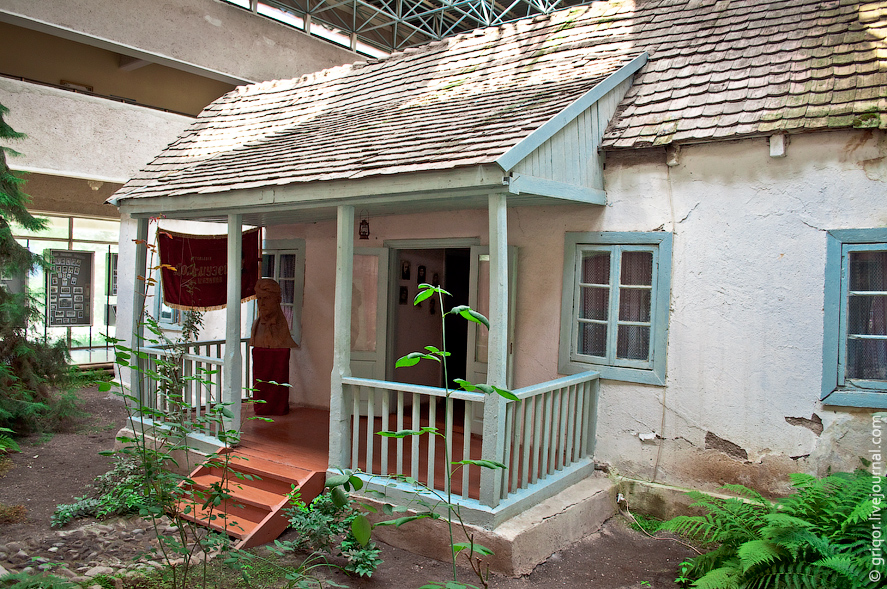
Casa museu de Shaumián em Stepanavan

Após a morte de Shaumián, o governo soviético o descreveu como um herói caído da Revolução Russa. O relacionamento próximo dele com Lenin também exacerbou as tensões já intensificadas entre os britânicos e os soviéticos, que colocaram grande parte da culpa nos britânicos pela cumplicidade no massacre.
E hoje dizemos com orgulho e amor, que o grande filho do povo armênio Stepan é também filho do povo azerbaijani, de todos os povos da Transcaucásia, de todos os povos multinacionais e soviéticos unidos.— Heydar Aliyev, o líder do Azerbaijão soviético
Ao longo da existência da União Soviética, Canquendi na região do Alto Carabaque no Azerbaijão soviético foi renomeado como Estepanaquerte, em sua homenagem. Em 1992, a cidade de Jalaloghli na Armênia Soviética também foi renomeada como Stepanavan em homenagem ao líder bolchevique, um nome que foi mantido na Armênia pós-soviética. Ruas em Lipetsk, Ecaterimburgo, Stavropol e Rostov do Don (Rússia), uma avenida em São Petersburgo, são nomeadas em homenagem a Shaumián. Uma estátua dele erguida em 1931 fica em Erevã, capital da Armênia.[carece de fontes?]